# TSG Eintracht Plankstadt
Die TSG Eintracht Plankstadt ist ein deutscher Sportverein mit Sitz in der baden-württembergischen Gemeinde Plankstadt im Rhein-Neckar-Kreis.

## Geschichte

### Fußball

#### Zweiter Weltkrieg
Der Verein hat die Wurzeln in der SpVgg Plankstadt. Auf Druck der Nationalsozialisten kam es 1937 zur Fusion einiger Plankstadter Vereine zur TSG Plankstadt. Nach der Saison 1937/38 stand die Mannschaft als Sieger der Bezirksklasse II Unterbaden-Ost in der Aufstiegsrunde der Gauliga Baden zur Saison 1938/39. Die Runde in der Gruppe Nord schloss der Verein dann jedoch mit 3:9 Punkten nur auf dem dritten Platz ab, was nicht für den Aufstieg ausreichte. Nach der Saison 1940/41 gelang noch einmal die Teilnahme an der Aufstiegsrunde. Mit 10:6 Punkten reichte diesmal der zweite Platz um zur nächsten Saison in die Gauliga aufzusteigen. Innerhalb der Gruppe Nord, endete diese Saison mit 3:17 Punkten aber auf dem sechsten und damit letzten Platz der Gruppe, womit die Mannschaft direkt wieder absteigen musste. Nach der Saison 1942/43 gelang dann wieder die Teilnahme an der Aufstiegsrunde, diese wurde zwar gewonnen, jedoch zog sich die Mannschaft anschließend vom Spielbetrieb zurück.

#### Nachkriegszeit
Zur Saison 1953/54 gelang dann der Aufstieg in die damals drittklassige 1. Amateurliga Nordbaden. Mit 34:40 Punkten schloss die Mannschaft die Saison auf dem achten Platz ab. Nach mehreren vorderen Platzierungen, musste der Verein dann allerdings mit 13:47 Punkten nach der Saison 1956/57 über den letzten Platz der Tabelle absteigen.

#### Heutige Zeit
In der Saison 2003/04 spielte die Mannschaft in der Bezirksliga Mannheim und belegte dort mit 49 Punkten den fünften Platz. Nach der Ligenstrukturreform ging es zur Saison 2004/05 dann in der Kreisliga weiter, dort belegte die Mannschaft mit 57 Punkten dann sogar den zweiten Platz. Nach der Saison 2011/12 gelang dann mit dem ersten Platz und 71 Punkten schließlich der Aufstieg in die Landesliga.  In der Folgesaison gelang mit 41 Punkten und dem elften Platz dann auch der Klassenerhalt. Nach der Saison 2013/14 war bedingt durch den 15. Platz mit 29 Punkten dann wieder Schluss und die Mannschaft stieg zur nächsten Saison wieder in die Kreisliga ab. Zurück in der Kreisliga platzierte sich die Mannschaft dann mit 55 Punkten auf dem vierten Platz. Die Liga konnte dann aber bereits nach der Saison 2015/16 als Meister als Aufsteiger verlassen werden. Wiederum zurück in der Landesliga gelang dann mit 34 Punkten erneut über den elften Platz wieder der Klassenerhalt. Diesmal dauerte die Zeit in der Landesliga etwas länger, nach der Saison 2018/19 war dann aber erneut Schluss mit der Spielklasse und die Mannschaft musste wieder absteigen. Somit spielte die Mannschaft seit der Saison 2019/20 wieder in der Kreisliga Mannheim.

### Handball
Die erste Herren-Mannschaft spielt derzeit in der Badenliga, der höchsten Spielklasse des Badischen Handball-Verbands.

## Bekannte Sportler
- Jonas Maier (* 1994), Handballspieler in der Jugend